# Complètement cramé !
Pour plus de détails, voir Fiche technique et Distribution.
Complètement cramé ! est un film franco-luxembourgeois réalisé par Gilles Legardinier et sorti le 1er novembre 2023. Il s'agit d'une adaptation de son roman du même nom publié en 2012.

## Synopsis
Le Britannique Andrew Blake est veuf depuis peu et est déprimé. Il parvient cependant à trouver la motivation nécessaire à quitter Londres pour se rendre en France. Il entreprend ainsi un voyage pour revoir la maison où il avait jadis rencontré son épouse, le domaine de Beauvillier. Mais rien ne va se passer comme prévu. Pour rester sur place, Andrew Blake se retrouve embarqué comme majordome, à l’essai. Il va rencontrer des personnes hautes en couleur : la propriétaire Nathalie de Beauvillier est assez étrange, la cuisinière Odile a un fort caractère, l'intendant Philippe vit reclus au fond du parc. Il y a également Manon, une jeune femme de ménage. Andrew Blake va peu à peu reprendre goût à la vie avec ces personnes.

## Fiche technique
Sauf indication contraire, les informations mentionnées dans cette section peuvent être confirmées par la base de données cinématographiques IMDb,  présente dans la section « Liens externes ».
- Titre original : Complètement cramé !
- Titres anglophones à l'international : Mr. Blake At Your Service! et Well Done!
- Réalisation : Gilles Legardinier
- Scénario : Gilles Legardinier et Christel Henon, d'après le roman Complètement cramé ! de Gilles Legardinier
- Musique : Erwann Chandon
- Décors : Hérald Najar
- Costumes : Magdalena Labuz
- Photographie : Stéphane Le Parc
- Son : Yves Bémelmans, Nicolas Leroy, Grégory Vincent, Michel Schillings
- Montage : Yves Deschamps
- Production : Christel Henon, Lilian Eche, Clément Calvet, Jérémie Fajner
- Sociétés de production : Bidibul Productions et Superprod Films
- Société de distribution : Universal Pictures France (France)
- Budget : n/a
- Pays de production :  France,  Luxembourg
- Langue originale : français
- Format : couleur
- Genre : comédie dramatique, romance
- Durée : 110 minutes
- Dates de sortie[2] :
  - France : 1er novembre 2023
- Box Office France :  210 829 entrées

## Distribution
- John Malkovich : Andrew Blake
- Fanny Ardant : Nathalie Beauvillier
- Émilie Dequenne : Odile
- Philippe Bas : Philippe Magnier
- Eugénie Anselin : Manon
- Al Ginter : Richard Ward
- Anne Brionne : Melissa Ward
- Christel Henon : Mme Berliner

## Production

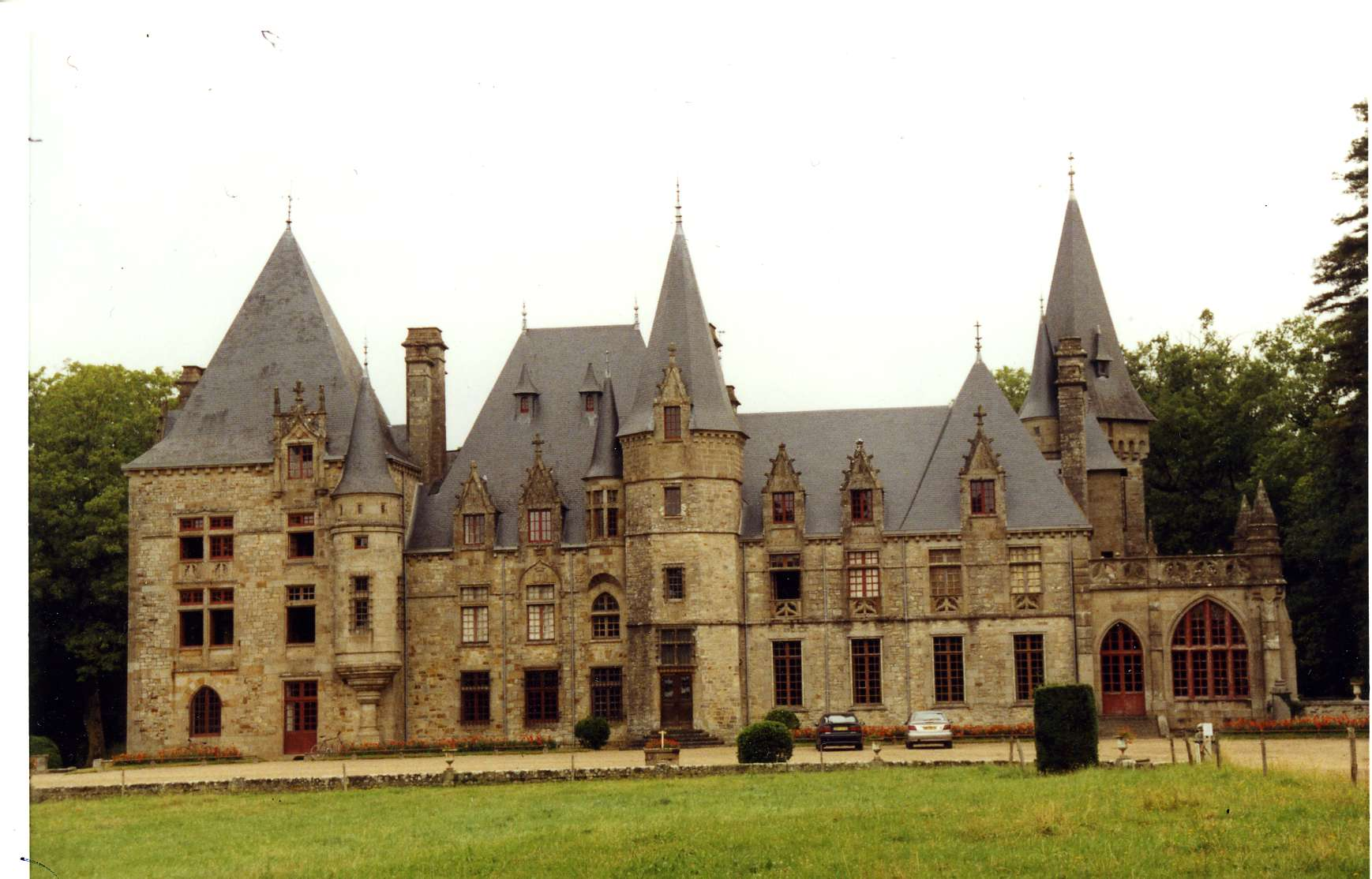
Le château du Bois-Cornillé

En novembre 2021, il est annoncé que John Malkovich et Fanny Ardant tiendront les rôles principaux du premier film comme réalisateur de l'écrivain Gilles Legardinier, qui adapte ici son propre roman, Complètement cramé !, publié en 2012. Les deux acteurs s'étaient déjà croisés dans Casanova Variations (2014).
Le tournage débute en février 2022. Il se déroule principalement à Val-d'Izé en Ille-et-Vilaine, et plus particulièrement au château du Bois-Cornillé,,. Quelques scènes sont tournées à Londres et à Paris à la Maison de la Mutualité dans le 5e arrondissement.

## Sortie et accueil
En juin 2023, Gilles Legardinier annonce sur son compte Facebook qu'il demande à ses lecteurs et fans de choisir la ville de France qui accueillera la première date des avant-premières prévues dans tout le pays. C'est Lille qui est sélectionnée.
Le 1er février 2025 le film sort sur Netflix et se classe deuxième dans le Top 10, trois jours après sa sortie sur la plateforme.